# برندان جانسون
برندان جانسون (انگلیسی: Brendan Johnson؛ زادهٔ ۲۴ ژوئن ۱۹۷۵) سیاست‌مدار اهل ایالات متحده آمریکا است.